# Bab (Einheit)
Bab (auch Bäb) war ein mittelalterliches arabisches Längenmaß und entsprach einem Zehntel eines Ašl (Kette/Seil). Die Länge entsprach damit etwa einer Rute.
- 1 Bab = 1/10 Ašl = 3,99 Meter.